# North Berwick Law
North Berwick Law är en kulle i Storbritannien.   Den ligger i kommunen East Lothian och riksdelen Skottland, i den centrala delen av landet, 500 km norr om huvudstaden London. Toppen på North Berwick Law är 187 meter över havet.
Terrängen runt North Berwick Law är platt. Havet är nära North Berwick Law norrut. Runt North Berwick Law är det ganska glesbefolkat, med 21 invånare per kvadratkilometer. Närmaste större samhälle är North Berwick, 3,1 km nordväst om North Berwick Law. Trakten runt North Berwick Law består till största delen av jordbruksmark.  I augusti varje år arrangeras en löpartävling upp för kullen som heter North Berwick Law Race.